# Judaspenning (geslacht)
Judaspenning (Lunaria) is een plantengeslacht uit de kruisbloemenfamilie (Brassicaceae). Het geslacht komt van nature voor in Midden- en Zuid-Europa. 
In Nederland en België komt alleen de tuinjudaspenning (Lunaria annua) in het wild voor. Dit is een 0,6-1 m hoge, tweejarige plant met getande bladeren, die (in het tweede jaar) bloeit vanaf april.
Daarnaast bevat het geslacht de volgende soorten:
- Lunaria rediviva, wilde judaspenning
- Lunaria telekiana

Vanwege de bloemen worden zowel L. annua als L. rediviva veel in tuinen gekweekt. 
Ze zijn waardplant voor de late koolmot.
... · 
Alliaria · 
Alyssum (Schildzaad) · 
Arabidopsis · 
Arabis (Scheefkelk) · 
Armoracia · 
Aubrieta · 
Barbarea (Barbarakruid) · 
Berteroa · 
Brassica (Kool) · 
Braya · 
Bunias (Hardvrucht) · 
Cakile · 
Calepina · 
Camelina · 
Capsella (Herderstasje) · 
Cardamine (Veldkers) · 
Cochlearia (Lepelblad) · 
Coincya · 
Conringia · 
Coronopus (Varkenskers) · 
Crambe (Bolletjeskool) · 
Descurainia · 
Diplotaxis (Zandkool) · 
Draba · 
Erophila · 
Eruca · 
Erucastrum · 
Eutrema  · 
Erysimum (Steenraket) · 
Heliophila · 
Hesperis · 
Hirschfeldia · 
Hormathophilla · 
Hornungia · 
Iberis (Scheefbloem) · 
Isatis · 
Lepidium (Kruidkers) · 
Lobularia · 
Lunaria (Judaspenning) · 
Malcolmia · 
Matthiola · 
Neslia · 
Physaria · 
Pringlea · 
Ptilotrichum · 
Raphanus (Radijs) · 
Rapistrum · 
Rorippa (Waterkers) · 
Schouwia · 
Selenia · 
Sinapidendron · 
Sinapis · 
Sisymbrium (Raket) · 
Subularia · 
Teesdalia · 
Thlaspi (Boerenkers) · 
...